# Eparchia wołżska
Eparchia wołżska – jedna z eparchii Rosyjskiego Kościoła Prawosławnego, z siedzibą w Wołżsku. Wchodzi w skład metropolii marijskiej.
Utworzona postanowieniem Świętego Synodu 6 października 2017 r., poprzez wydzielenie z eparchii joszkar-olijskiej. Obejmuje część Republiki Mari El – miasto Wołżsk oraz rejony: kużenierski, mari-turecki, morkiński, nowotorialski, parańgiński, siernuski i wołżski.
Pierwszym ordynariuszem eparchii został biskup wołżski i siernurski Teofan (Danczenkow).